# يورغ دانييل
يورغ دانييل (بالألمانية: Jörg Daniel) (9 يوليو 1951 بهاغن في ألمانيا - ) هو لاعب كرة قدم ألماني في مركز حراسة المرمى. لعب مع ألمانيا آخن وفورتونا دوسلدورف وفورتونا كولن و ويونيون زولينغن ‏.

## وصلات خارجية
- يورغ دانييل على موقع قاعدة بيانات كرة القدم.إي يو (الإنجليزية)
- يورغ دانييل على موقع بيانات كرة القدم. دي إي (الألمانية)